# Bisdom Katiola
Het bisdom Katiola (Latijn: Dioecesis Katiolaensis) is een rooms-katholiek bisdom met als zetel Katiola in  Ivoorkust. Het is een suffragaan bisdom van het aartsbisdom Korhogo.
In 1904 werd de eerste missiepost in het noorden van het land opgericht in Korhogo door paters van de Sociëteit voor Afrikaanse Missiën. In 1908 werd de parochie van de Heilige Jeanne d'Arc opgericht in Katiola. In 1911 werd de apostolische prefectuur Korhogo opgericht, die toen het gehele noorden van het huidige Ivoorkust omvatte. In 1952 werd dit het apostolisch vicariaat Katiola omdat zich hier de meeste dopelingen van het gebied bevonden. In 1955 werd Katiola verheven tot een bisdom. De hoofdkerk is de Heilige Jeanne d'Arckathedraal.
In 2019 telde het aartsbisdom 22 parochies. Het heeft een oppervlakte van 32.832 km² en omvat de departementen Dabakala, Ferkéssedougou en Katiola. Het bisdom telde in 2019 750.000 inwoners waarvan 14% rooms-katholiek was. 

## Bisschoppen
- Emile Durrheimer, S.M.A. (1955-1977)
- Jean-Marie Kélétigui (1977-2002)
- Marie-Daniel Dadiet (2002-2004)
- Ignace Bessi Dogbo (2004-2021)
- Honoré Bougré Jakpa (sinds mei 2023)